# تپه اسپند شیخی‌آباد
تپه اسپند شیخی آباد مربوط به دوران‌های تاریخی پس از اسلام است و در شهرستان صحنه، بخش مرکزی، روستای شیخی آباد واقع شده و این اثر در تاریخ ۱۱ مرداد ۱۳۸۴ با شمارهٔ ثبت ۱۲۴۶۶ به‌عنوان یکی از آثار ملی ایران به ثبت رسیده است.